# Trabajo aéreo
Se considera trabajo aéreo toda la operación especializada de aviación comercial que no incluye operación de transporte aéreo. Según el Reglamento de Circulación Aérea los trabajos aéreos son aquellas operaciones de aeronave en la que ésta se aplica a servicios especializados tales como agricultura, construcción, fotografía, levantamiento de planos, observación y patrulla, búsqueda y salvamento, anuncios aéreos, etc…
Por la naturaleza de estas actividades, todas ellas requieren de profesionales especializados y altamente cualificados. Además, algunas de ellas, como la extinción de incendio, el rescate y salvamento o los vuelos sanitarios, realizan una importante labor social.

## Principales actividades
Entre las principales actividades de trabajos aéreos se encuentran:
- Lucha contra incendios forestales

Se trata de aquellos vuelos que tienen como objetivo la extinción de incendios. Se realiza a través de los centros de emergencia de cada comunidad autónoma. Es una actividad con alta estacionalidad en los meses de verano.
- Emergencias y vuelos sanitarios

La asistencia sanitaria en helicóptero tiene como objetivo el traslado y atención sanitaria de accidentados o enfermos. Las aeronaves se encuentran equipadas como unidades de cuidados intensivos aéreas. 
- Rescate y salvamento

Las actividades de rescate y salvamento persiguen la evacuación de personas o animales en zonas de difícil acceso, tanto en montaña como en alta mar. Entre ellas, se incluye Salvamento Marítimo que tiene como objetivo atender todas las emergencias en el mar y velar permanentemente por el tráfico marítimo y por la protección del medio ambiente marino (por ejemplo, en la evaluación de hidrocarburos o notificación de derrames).
- Escuelas de formación de pilotos

Son aquellos vuelos que se realizan dentro del periodo de formación del curso de piloto privado o piloto comercial, que deben cumplir la normativa europea JAR-FCL.
- Vuelos de observación y patrullaje

Dentro de este tipo de vuelos se encuentran los destinados a realizar seguimientos de fauna, control y limpieza de líneas eléctricas, inspección pesquera, observación de masas forestales o estudio de la atmósfera.
- Trabajos agrícolas

Se trata de vuelos a través de los cuales se realizan tratamientos químicos contra las plagas agrícolas, dosificando insecticidas o fungicidas. Cuentan con los equipos necesarios también para realizar siembras aéreas de cultivos o fertilizaciones forestales.
- Otras actividades: vuelos turísticos, fotografía aérea, filmación aérea o publicidad aérea.